# Marcel Lefebvre
Marcel-François (Marcel) Lefebvre (Tourcoing, 29 november 1905 - Martigny, 25 maart 1991) was een Franse rooms-katholieke theoloog en aartsbisschop.
Lefebvre was als Monseigneur Lefebvre zeer bekend. Hij was een antimodernistische prelaat en oprichter van de Priesterbroederschap Sint Pius X (FSSPX). Lefebvres FSSPX zou een van de belangrijkste bewegingen binnen het rooms-katholieke traditionalisme worden.

## Biografie

### Jeugd en studies
Marcel Lefebvre werd geboren in een zeer katholieke familie van industriëlen in de Noord-Franse stad Tourcoing. Het merendeel van de kinderen uit het gezin zou een religieuze roeping nastreven. Lefebvre ontving als scholier zijn opleiding aan het prestigieuze École du Sacré-Coeur. Lefebvre besloot, evenals zijn oudere broer, geestelijke te worden. Lefebvre vertrok na zijn middelbare school naar het Franse Seminarie (Seminaire français) in Rome. Lefebvre behaalde enkele doctorstitels, waaronder filosofie (1925) en theologie (1929), aan de Pauselijke Universiteit Gregoriana. In 1929 werd hij priester gewijd en ging in Frankrijk als kapelaan functioneren. In 1931 besloot hij door het werk van zijn broer René Lefebvre, die al spiritijn was, in de Congregatie van de Paters van de Heilige Geest te treden.

### Missionaris
In Gabon werkte hij met succes in de missie van de spiritijnen. Hij zette verschillende seminaries op, stichtte scholen, weeshuizen, ziekenhuizen en bepleitte het lot van de inheemse bevolking bij de Franse autoriteiten. Drie latere aartsbisschoppen en twee Afrikaanse staatshoofden waren leerlingen van Lefebvre, die zelf ook doceerde aan het seminarie in Libreville in Gabon.
In 1938 stierf zijn moeder. In 1944 werd zijn vader (René Lefebvre sr.) door de nazi's gefusilleerd in het heropvoedings- en concentratiekamp Sonnenburg (Oost-Brandenburg). René Lefebvre sr., aanhanger van Charles de Gaulle en spion tijdens de Eerste Wereldoorlog, had zich ingezet voor de geallieerde spionage en vluchtnetwerken voor joden en Britse piloten. Reeds in 1942 werd hij verraden en door de Gestapo in gevangenschap afgevoerd.
Gedurende de Tweede Wereldoorlog verbleef Lefebvre als missionaris in Frans-Afrika, waar hij de overgang van Republikeinse Franse regering naar het Franse Vichy-regime en wederom naar de regering Charles de Gaulle meemaakte.

### Bisschop
In 1947 werd hij in Rijsel tot titulair bisschop gewijd en benoemd tot apostolisch vicaris van Dakar in Senegal. Kort daarop gaf paus Pius XII hem het oppertoezicht over geheel de Rooms-Katholieke Kerk in Franssprekend Afrika. Hij had een bijzonder goede relatie met Pius XII, die hij zeer bewonderde.
In 1955 werd hij de eerste titularis van het nieuwe aartsbisdom Dakar, wat hij bleef tot hij in 1962 vervangen werd door een inheemse aartsbisschop, de latere kardinaal Hyacinthe Thiandoum. Daarop werd hij bisschop van Tulle in Frankrijk, met het behoud van de persoonlijke titel van aartsbisschop. In 1962 werd hij gekozen tot generaal-overste van de spiritijnen. Hij deed toen afstand van het bisdom Tulle en werd titulair aartsbisschop.
Hij werkte als specialist voor de voorbereidingscommissies van het Tweede Vaticaans Concilie. Op het Concilie was Lefebvre een van de leiders van de factie van de meest conservatieve concilievaders, georganiseerd in de Coetus Internationalis Patrum. Hij poogde vele vernieuwingen in te dammen en weersprak samen met kardinaal Alfredo Ottaviani moderne prelaten die op het Concilie radicale eisen stelden. Het Concilie zou een duidelijke moderniserende weg inslaan. Het gevolg van de conciliaire oproep tot hervorming en vernieuwingen zou aan Lefebvre niet ongemerkt voorbijgaan.
In 1968 bood Lefebvre zijn ontslag aan de paus aan. Hij gaf zijn functie als generaal-overste van de spiritijnen op, vanwege de modernistische weg die de congregatie ondanks de weerstand van Lefebvre was ingeslagen.

### Tegenbeweging
Vanaf midden jaren 1960 stroomden seminaristen die ongelukkig waren met de vernieuwingen van het Concilie, samen rondom Lefebvre. Aartsbisschop Lefebvre had zich inmiddels teruggetrokken in een Romeins klooster, maar zag zich genoodzaakt de seminaristen toch te helpen. Deze wilden graag dat Lefebvre voor hen in een aparte congregatie zou zorgen. De seminaristen waren teleurgesteld in de overige seminaries en congregaties. Aanvankelijk stuurde Lefebvre de seminaristen naar de universiteit van Fribourg in Zwitserland. In 1970 richtte Lefebvre in het bisdom Fribourg met toestemming van mgr. Charrière de Priesterbroederschap Sint Pius X op. Hij vestigde zich in een seminarie (voormalig noviciaat van de bernardijnen) in Écône met zijn groep seminaristen.
De Priesterbroederschap groeide doorheen de jaren 1970 tot een tegenbeweging van bepaalde tendensen binnen de Katholieke Kerk. Zij verwierp delen van het Tweede Vaticaans Concilie en celebreerde de liturgie steeds volgens de Tridentijnse ritus. Paus Paulus VI verbood echter iedere tegenwerking van de door hem geleide vernieuwingen in de liturgie en theologie. Lefebvre werd vermaand door Paulus VI met de brief Cum te, waarin Paulus VI Lefebvre opriep onvoorwaardelijk de moderniseringen door te voeren en zijn traditionalistisch apostolaat tegen de veranderingen van het Concilie te staken.< De Priesterbroederschap van Lefebvre weigerde de in 1969 ingevoerde Nieuwe Liturgie (Novus Ordo Missae) van Paulus VI aan te nemen. Zij hield vast aan de Tridentijnse ritus voor de viering van de mis. Het Latijn bleef gebruikt in het seminarie van Lefebvre. Over de gehele wereld zouden Lefebvres priesters kapellen en missiestaties oprichten waar zij de Tridentijnse mis opdroegen. De aartsbisschop zou zelf ook over geheel de wereld reizen om het vormsel toe te dienen aan de kinderen van gelovigen.

### Conflict
In 1976 werd Lefebvre gesuspendeerd. Hij had het verbod genegeerd, dat het Vaticaan hem kort tevoren had opgelegd. Daarin werd geëist, dat Lefebvre op zou houden met de wijding van priesters voor zijn seminarie en de Tridentijnse liturgie.

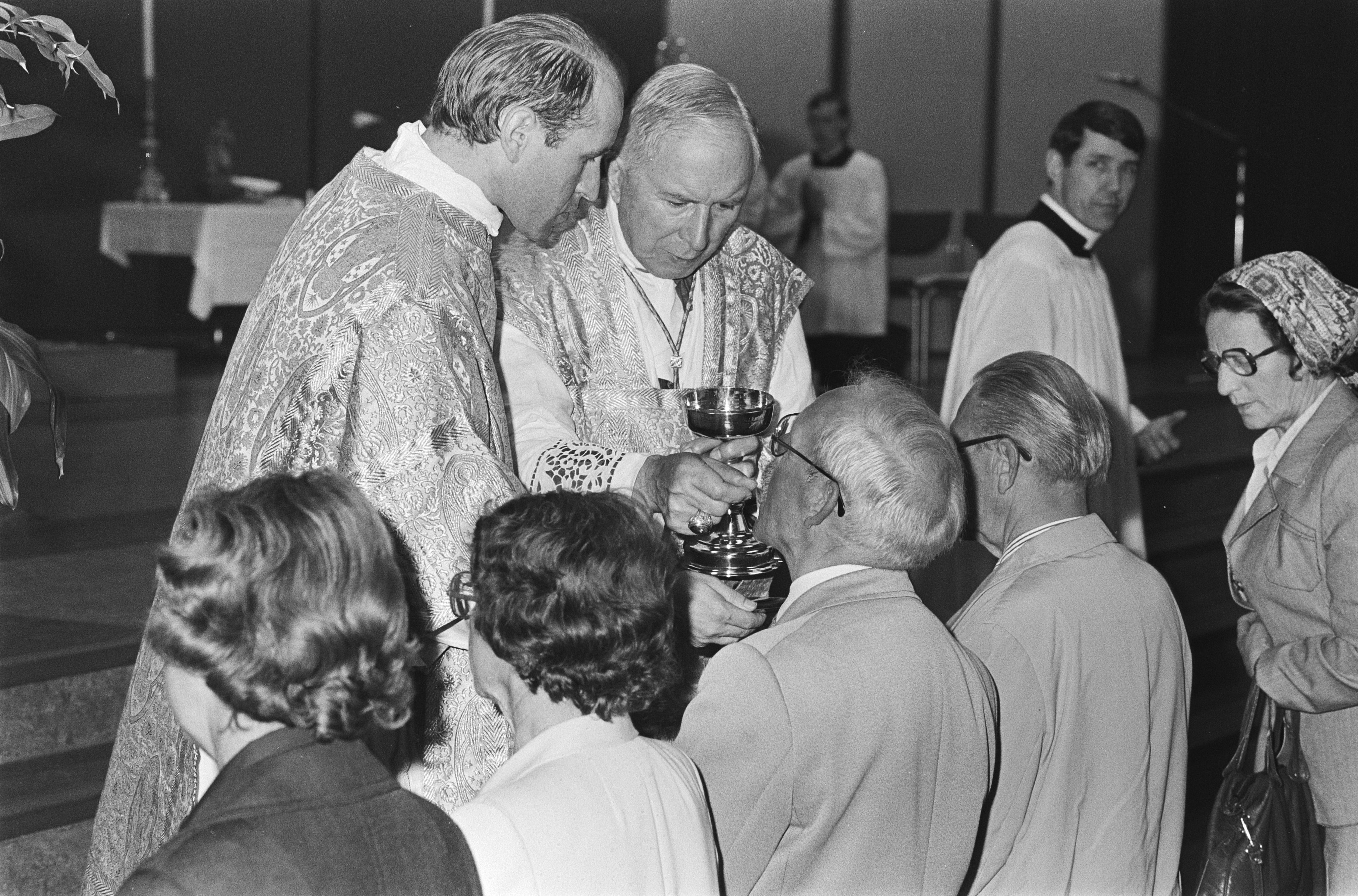
In Veldhoven draagt de gesuspendeerde Franse aartsbisschop Lefebvre (rechts met miskelk) een mis op volgens de oude ritus

Er zou een ernstig conflict ontstaan tussen de Heilige Stoel en Lefebvre. Gezien zijn vorderende leeftijd streefde Lefebvre echter naar een compromis met de inmiddels aangetreden paus Johannes Paulus II. Lefebvre vroeg een bisschop te mogen wijden om zijn priesterbroederschap te kunnen blijven voorzien van priesters en de overige Sacramenten.
Het conflict kwam tot een hoogtepunt in 1986 toen Johannes Paulus II in Assisi een interreligieuze bijeenkomst organiseerde waarbij hij de vertegenwoordigers van alle godsdiensten uitnodigde om te bidden voor de wereldvrede, doch ieder voor zijn eigen god. Dat was een nieuwigheid in de katholieke kerk. Zo zetten bijvoorbeeld de boeddhisten een boeddhabeeldje op het tabernakel van het altaar van de Franciscusbasiliek te Assisië om hun mantra-eredienst te houden. De paus vond echter zijn initiatief een uitstekend voorbeeld van een toepassing van de teksten van Vaticanum II over de godsdienstvrijheid. Hij vroeg dat iedere bisschop in de wereld hem zou navolgen, wat dan ook onder meer gebeurde in Warschau, Bari, Malta, Brussel, Canberra, Einsiedeln. Vervolgens besloot men ook in Assisië om een Parlement van Religies op te richten om mee te werken aan een betere wereld. Dit parlement werd georganiseerd in 1993 door mgr. Bernardin in Chicago, waar in het Palmer Hotel 7000 vertegenwoordigers van 250 verscheidene religieuze groepen samen kwamen. Deze navolging van de paus in verband met de interreligieuze dialoog en samenkomsten werd sindsdien "de geest van Assisië" genoemd.
Lefebvre vond dat dit absoluut onmogelijk was volgens de katholieke traditie en dat het tegen het eerste gebod van God was ("Bovenal bemin één God, ge zult geen vreemde goden aanbidden, Ik ben een jaloerse God"). Daarom vond hij dat hij niet meer op Rome kon rekenen voor het behoud van zijn zogenaamd "experiment van de Traditie" en besloot bisschoppen te wijden, liefst met, maar indien nodig, zonder toelating van Rome.
Verder richtte de kritiek van Lefebvre zich tegen het "godsdienstig indifferentisme" (onverschilligheid) dat volgens hem uit het decreet Dignitatis humanae sprak. Lefebvre was voorstander van het christendom als godsdienst van de Europese landen, en van de sociale heerschappij van Christus Koning, die volgens Lefebvre erkend zou moeten worden door wetgever en door de Rooms-Katholieke Kerk te erkennen als ware godsdienst - ook op staatkundig en politiek niveau. De traditionalistische aartsbisschop was voorstander van vereniging met de afgescheiden oosterse kerken, maar alleen zonder enig compromis met de katholieke geloofsleer. Lefebvre preekte ook vurig over de noodzaak van de bekering en missionering van moslims en joden.

### Excommunicatie
Nochtans probeerden zowel de paus als Lefebvre tot een overeenkomst te komen. Zo tekende Lefebvre in mei 1988 een protocol met Joseph Ratzinger, waarin Lefebvre de wijding van één bisschop werd toegestaan.
Omdat de Heilige Stoel in de weken na de ondertekening van de overeenkomst vrijwel elke kandidaat verwierp die Lefebvre voor de bisschopsfunctie aandroeg, besloot Lefebvre zelf een beslissing te nemen. Lefebvre was er inmiddels van overtuigd, dat het Vaticaan het probleem van zijn priesterbroederschap biologisch wilde oplossen: wachten met de bisschopswijding door oneindig uitstellen totdat Lefebvre zelf zou sterven. In deze overtuiging wijdde Lefebvre op 30 juni 1988 tezamen met de emeritus-bisschop De Castro Mayer (Bisdom Campos, Brazilië) vier van zijn priesters tot bisschop, zonder toestemming van het Vaticaan. In het motu proprio Ecclesia Dei Afflicta werd hij daarop door paus Johannes-Paulus II geëxcommuniceerd.
Door het voltrekken van deze daad, ondanks het formele monitum - waarschuwing gestuurd door de kardinaal-prefect van de Congregatie voor Bisschoppen op 17 juni j.l., hebben mgr. Lefebvre en de priesters Bernard Fellay, Bernard Tissier de Malerais, Richard Williamson en Alfonsus de Galarreta de zeer zware straf van de excommunicatie opgelopen, zoals voorzien in de kerkelijke discipline.
Berouw over de bisschopswijdingen "gedaan in een noodtoestand voor het overleven van mijn dierbare Heilige Roomse Kerk" zou Lefebvre tot zijn dood niet tonen. Hijzelf, zijn aanhangers, maar eveneens belangrijke kerkjuristen en kardinalen uit kringen van het Vaticaan, zagen en zien de excommunicatie van 1988 als niet opgelopen ofwel ongeldig; zij zagen en zien een schisma als onbestaand. Kardinaal Castrillón Hoyos bevestigde de laatste bewering in november 2005, toen hij verklaarde dat men niet van een schisma kan en mag spreken.
In 1989 veroorzaakte aartsbisschop Lefebvre nog een rel door op TV5 te waarschuwen voor de "islamisering van Frankrijk" en de "kolonisatie" van stadsdelen door moslim-immigranten. Lefebvre verklaarde de Franse regering op te roepen tegen de islamisering op te treden, om te voorkomen, dat vrouwen en kinderen van christelijke Fransen in slavernij zouden worden weggevoerd naar de Arabische wereld; hij verklaarde negatieve ervaringen met de politieke islam in Senegal en Algerije te hebben opgedaan. Lefebvre werd voor zijn uitspraken veroordeeld wegens discriminatie.

### Overlijden
In 1991 overleed Lefebvre in een Zwitsers ziekenhuis, omringd door zijn priesters. Hij werd met een zeer plechtige uitvaartliturgie bijgezet in de crypte van het seminarie te Écône. Duizenden gelovigen waren bij zijn uitvaart aanwezig. Hij wordt door traditionalistische katholieken als een heilige vereerd, als degene aan wie ze het overleven van hun overgeleverde rooms-katholiek geloof en van de traditionele Romeinse liturgie te danken hebben. Meerdere wonderen worden aan zijn gebeden toegeschreven. Kardinaal Silvio Oddi noemde, tijdens zijn bezoek aan Écône in 1992, aartsbisschop Lefebvre een "heilige man".
De traditionalistische aartsbisschop Lefebvre moet niet verward worden met zijn volle neef kardinaal Joseph-Charles Lefebvre, die volgens sommigen zelfs eerder modernistische opvattingen had.
- Bibsys: 90950402
- Biblioteca Nacional de España: XX1230828
- Bibliothèque nationale de France: cb11912102h (data)
- Gemeinsame Normdatei: 118570919
- Historisch woordenboek van Zwitserland: 031025
- International Standard Name Identifier: 0000 0001 2143 8317
- Library of Congress Control Number: n80008052
- Nationale Bibliotheek van Tsjechië: uk2005277805
- Nationale bibliotheek van Australië: 35810285
- Nationale Bibliotheek van Israël: 987007603685905171
- Nationale Bibliotheek van Polen: a0000001185015
- Nationale en Universitaire bibliotheek Zagreb: 000725506
- Nederlandse Thesaurus van Auteursnamen: 069580243
- Istituto Centrale per il Catalogo Unico: CFIV108538
- Système universitaire de documentation: 026978679
- Trove: 1097831
- Virtual International Authority File: 93457884
- WorldCat: E39PBJd3KjF4t4hykjrmfvKKh3